# Bruno Eliasen
Bruno Børge "Busser" Eliasen  (11. juli 1933 i Odense-11. september 1995 i Odense) var en dansk fodboldspiller
Bruno Eliasen var forsvarsorganisator på de B 1909-hold som blev Danmarksmester 1964 og blev pokalfighter da klubben vandt Landspokalfinalen 1962. 
Bruno Eliasen opnåede tre landskampe; debuterede på landsholdet 1958 mod Finland i Helsinki, spillede den anden året efter mod Sveriges i Idrætsparken og sin sidste landskamp 1963 mod Rumænien også den i Idrætsparken. 